# جلت
الغاليت الجَلِت أو الطُّلمِيَّة أو الطُّلمة أو أغروم أقران (بالفرنسية والإنجليزية: Galette)، «وهي من كلمة نُرمندية تعني كعكة مسطحة أو رغيف». هو مصطلح يستخدم في المطبخ الفرنسي للإشارة إلى أنواع مختلفة من الكعكات المسطحة المستديرة ذات القشر الحر (freeform crusty cakes) أو كما في "جَلت برطانية" فطيرةٍ مصنوعة من دقيق النضم المعروف مع حشوة لذيذة. جَلت الملك (كعكة الملك) هي من أبرز أنواع كعكات الجَلِت التي تؤكل في عيد الغطاس. أما أسم جَلت في كندا الفرنسية يصف معجنات هي كُعَيكات كبيرة.
«تُعد من الكعكات المُسطحة إلا ان الخطأ إطلاق عليها أسم الفطيرة في الولايات المتحدة، بينما في فرنسا كعكة الجلت يُقصد منها كعك صغير أشبه بالبسكويت ولذَلك يختصرون الأسم بجلت فقط».

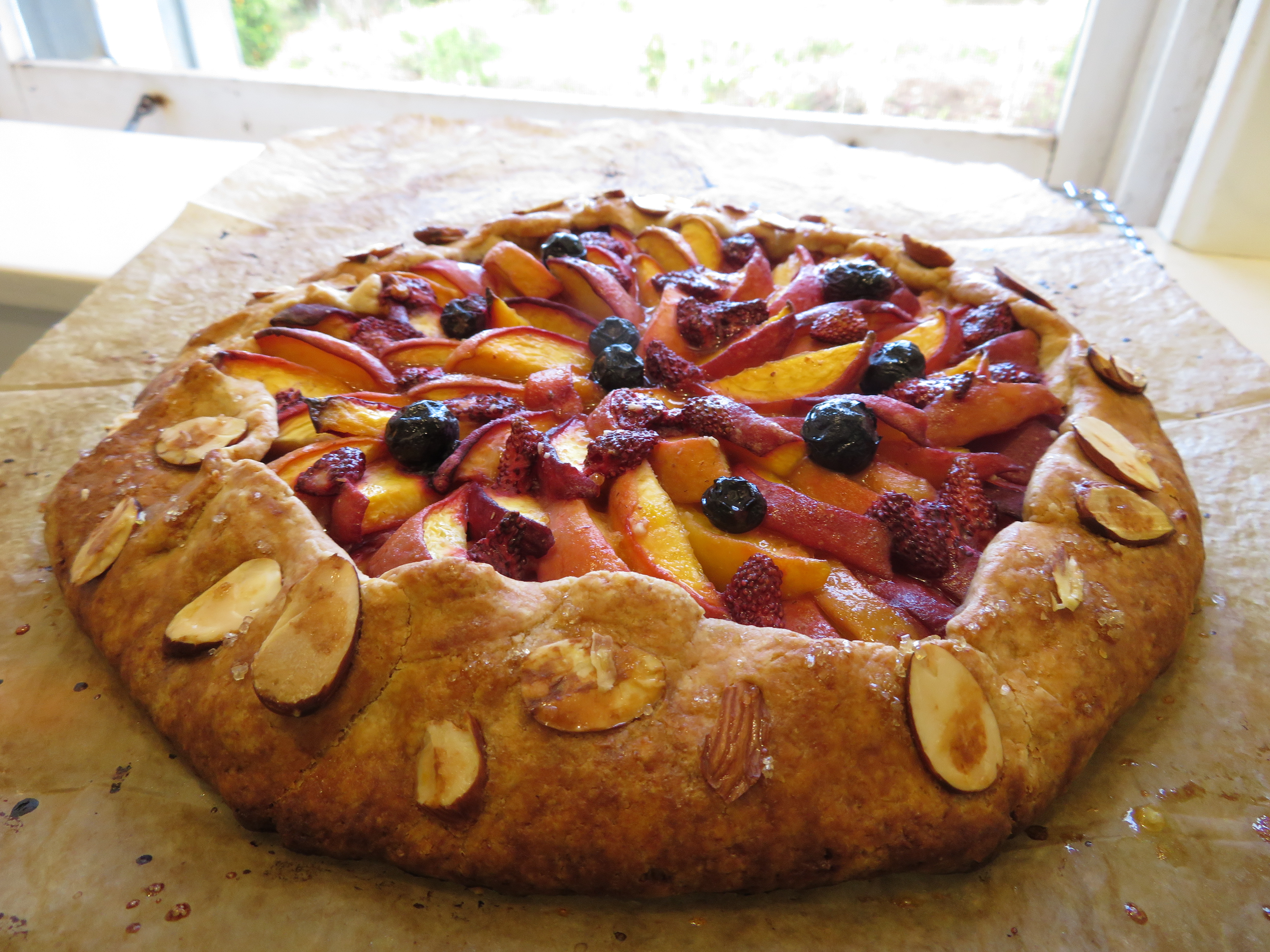
فطيرة الخوخ والتوت الأزرق والفراولة الجبلية.